# Assetto (veicoli)
L'assetto o ciclistica di un veicolo consiste in una serie di regolazioni da apportare alla vettura al fine di migliorarne il rendimento su pista o strada.

## Elementi di regolazione
Le regolazioni riguardano in genere tutte le parti del mezzo:
- Sospensioni/ammortizzatori
- Impianto frenante
- Cambio, elemento per la variazione del rapporto di trasmissione tra il motore e le ruote
- Pneumatici
- Distribuzione del peso, la loro distribuzione modifica la reazione del mezzo
- Misure fisiche
- Alettone, solo per un numero ridotto di mezzi

## Impostazione
Al fine d'avere un mezzo competitivo o adatto alle maggiori situazioni d'utilizzo bisogna trovare il giusto compromesso tra tutte queste parti, cosa non facile e che fa la differenza tra il campione e il buon pilota o tra un mezzo sicuro o no.

## Assetto variabile
L'assetto variabile trova la sua funzione nel migliorare i parametri di partenza riadattandoli per le nuove condizioni operative, questa variazione d'assetto può essere:
- Attiva, variazione continua e automatizzata
- Semiattiva variazione a comando del pilota